# فهرست ملکه‌های آلمان

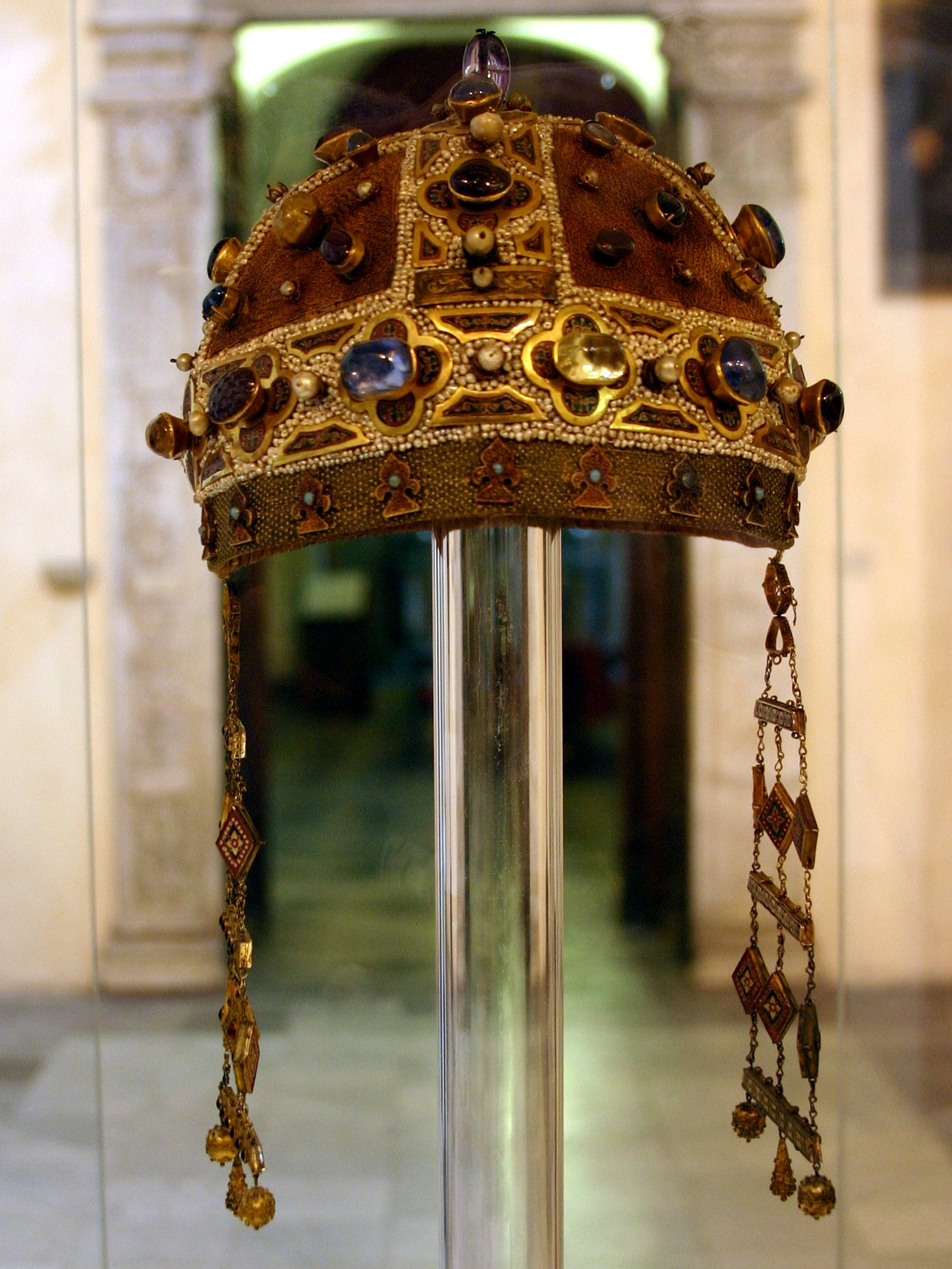
تاج کنستانس آراگون، امپراتریس مقدس روم و ملکه رومن‌ها

ملکه آلمان (آلمانی: Deutsche Königin) عنوان غیررسمی است که هنگام اشاره به همسر پادشاه آلمان استفاده می‌شود. القاب رسمی همسران پادشاهان آلمان ملکه آلمان‌ها و بعدها ملکه رومن‌ها (به لاتین: Regina Romanorum: Regina Romanorum , Königin der Römer) بود.
ملکه ماریا ترزا (۱۷۴۵–۱۷۸۰) اغلب به عنوان یک حاکم در نظر گرفته می‌شود، زیرا او ملکه بوهم و مجارستان هم بود و علیرغم انتخاب همسرش (فرانتس یکم) به عنوان امپراتور مقدس روم، در واقع او بود که بر امپراتوری حکومت کرد و این کار را حتی پس از مرگ شوهرش ادامه داد (قبل از حکومت مشترک با پسرش امپراتور یوزف دوم).

## ملکه‌های آلمان (فرانک خاوری)
با معاهده وردون در سال ۸۴۳، امپراتوری کارولنژی میان جانشینان لوئی یکم تقسیم شد. شارل تاس فرانک باختری را به دست آورد، لوتار، پادشاهی فرانک میانی (لوتارنژی) یا بورگوندی و عنوان امپراتور فرانک‌ها را به دست آورد، لوئی ژرمن فرانک خاوری را به دست آورد (منطقه‌ای که بعدها به آلمان تبدیل شد). بنابراین، همسران پادشاهان آن قلمرو، ملکه‌های آلمانی هستند (یا به‌طور دقیق‌تر، ملکه‌های فرانک خاوری - از نظر تاریخی تصور می‌شود که «آلمان» با انتخاب هاینریش مرغ‌گیر شکل گرفته‌است)، اما همه ملکه‌ها عنوان امپراتریس را نداشتند.

### دودمان کارولنژی
| تصویر | نام                                | پدر (خاندان) | تولد     | ازدواج        | تاریخ ملکه شدن | تاریخ امپراتریس شدن | لغو مقام                                                                                            | مرگ                | همسر                         |
| ----- | ---------------------------------- | ------------ | -------- | ------------- | -------------- | ------------------- | --------------------------------------------------------------------------------------------------- | ------------------ | ---------------------------- |
|       | اما از آلتدورف ملکه فرانک‌های خاوری |              | ۸۰۸      | ۸۲۷           | ۱۱ اوت ۸۴۳     | هرگز امپراتریس نشد  | ۳۱ ژانویه ۸۷۶                                                                                       | ۳۱ ژانویه ۸۷۶      | لوئی یکم/دوم                 |
|       | لیوتگارد ملکه فرانک‌های خاوری       |              | حدود ۸۴۵ | ۲۹ نوامبر ۸۷۴ | ۲۶ اوت ۸۷۶     | هرگز امپراتریس نشد  | ۲۰ ژانویه ۸۸۲                                                                                       | ۱۷/۳۰ نوامبر ۸۸۵   | لوئی دوم/سوم                 |
|       | ریچاردیس                           |              | حدود ۸۴۰ | ۸۶۲           | ۲۰ ژانویه ۸۸۲  | ۱۲ فوریه ۸۸۱        | به عنوان ملکه: ۱۱ نوامبر ۸۸۷ انتصاب شوهر به عنوان پادشاه به عنوان امپراتریس: ۱۳ ژانویه ۸۸۸ مرگ شوهر | ۱۸ سپتامبر ۸۹۴–۸۹۶ | شارل سوم، پادشاه فرانک خاوری |
|       | اوتا                               | کنرادی       | حدود ۸۷۴ | ۸۸۸           | ۸۸۸            | ۲۲ فوریه ۸۹۶        | ۸ دسامبر ۸۹۹                                                                                        | ۳۰ نوامبر ۹۰۳      | آرنولف کرنتنی                |
| تصویر | نام                                | پدر (خاندان) | تولد     | ازدواج        | تاریخ ملکه شدن | تاریخ امپراتریس شدن | لغو مقام                                                                                            | مرگ                | همسر                         |

### کنرادها
| تصویر | نام                                  | پدر (خاندان) | تولد     | ازدواج | تاریخ ملکه شدن | تاریخ امپراتریس شدن | لغو مقام      | مرگ               | همسر      |
| ----- | ------------------------------------ | ------------ | -------- | ------ | -------------- | ------------------- | ------------- | ----------------- | --------- |
|       | کونیگونده از سوابیا ملکه فرانک خاوری |              | حدود ۸۷۰ | ۹۱۳    | ۹۱۳            | هرگز امپراتریس نشد  | ۲۳ دسامبر ۹۱۸ | ۷ فوریه پس از ۹۱۸ | کنراد یکم |
| تصویر | نام                                  | پدر (خاندان) | تولد     | ازدواج | تاریخ ملکه شدن | تاریخ امپراتریس شدن | لغو مقام      | مرگ               | همسر      |

## ملکه‌های آلمان
با ارتقای اتوی یکم در سال ۹۶۲ به عنوان امپراتوری، عنوان «شاه/امپراتور روم» به‌طور مسلم با پادشاهی آلمان مرتبط شد - اگرچه پادشاه آلمان ممکن است عنوان امپراتوری را نداشته باشد، اما در نهایت غیرممکن می‌شود تصور کنید که امپراتور مقدس روم، پادشاه آلمان نباشد (دیدگاهی که با برابری پادشاه رومن‌ها با پادشاه آلمان از قرن دوازدهم تقویت شده‌است). بنابراین، زنان زیر، اگرچه همگی امپراتریس مقدس روم نبودند، اما همگی ملکه‌های آلمان بودند، و - از آغاز سلطنت دودمان هوهنشتاوفن - همه ملکه رومن‌ها بودند.

### دودمان اتونی
| تصویر | نام                           | پدر (خاندان)                                   | تولد     | ازدواج       | تاریخ ملکه شدن | تاریخ امپراتریس شدن                                                                                             | لغو مقام              | مرگ           | همسر        |
| ----- | ----------------------------- | ---------------------------------------------- | -------- | ------------ | -------------- | --- | --------------------- | ------------- | ----------- |
|       | ماتیلدا ملکه فرانک‌های خاوری   | دیتریش ، کنت وستفالیا (ایمدینگر)               | حدود ۸۹۵ | ۹۰۹          | ۲۳ آوریل ۹۱۹   | هرگز امپراتریس نشد                                                                                              | ۲ ژوئیه ۹۳۶           | ۱۴ مارس ۹۶۸   | هاینریش یکم |
|       | ادیت وسکس ملکه فرانک‌های خاوری | ادوارد بزرگ انگلستان دودمان وسکس               | ۹۱۰      | ۹۲۹          | ۷ اوت ۹۳۶      | هرگز امپراتریس نشد                                                                                              | ۲۶ ژانویه ۹۴۶         | ۲۶ ژانویه ۹۴۶ | اتوی یکم    |
|       | آدلاید ایتالیا                | رودلف دوم بورگوندی (ولف)                       | ۹۳۱      | ۹۵۱          | ۹۵۱            | ۲ فوریه ۹۶۲ (تاج گذاری در این تاریخ)                                                                            | ۷ مه ۹۷۳              | ۱۶ دسامبر ۹۹۹ | اتوی یکم    |
|       | تئوفانو بیزانس                | کنستانتینوس اسکلروس                            | ۹۶۰      | ۱۴ آوریل ۹۷۲ | ۱۴ آوریل ۹۷۲   | ۱۴ آوریل ۹۷۲ شوهرش به عنوان امپراتور مشترک با پدرش / ۹۷۳ شوهر به عنوان یگانه امپراتور{ تاجگذاری در ۱۴ آوریل ۹۷۲ | ۷ دسامبر ۹۸۳ مرگ شوهر | ۱۵ ژوئن ۹۹۱   | اتوی دوم    |
|       | کونیگونده لوگزامبورگ          | زیگفرید، کنت لوکزامبورگ (از دودمان لوکزامبورگ) | حدود ۹۷۵ | حدود ۱۰۰۰    | ۱۷ ژوئن ۱۰۰۲   | ۲۶ آوریل ۱۰۱۴                                                                                                   | ۱۳ ژوئیه ۱۰۲۴         | ۳ مارس ۱۰۳۳   | هاینریش دوم |
| تصویر | نام                           | پدر (خاندان)                                   | تولد     | ازدواج       | تاریخ ملکه شدن | تاریخ امپراتریس شدن                                                                                             | لغو مقام              | مرگ           | همسر        |

### دودمان سالیان
| تصویر                                   | نام                                        | پدر (خاندان)                                 | تولد            | ازدواج         | تاریخ ملکه شدن | تاریخ امپراتریس شدن | لغو مقام                | مرگ             | همسر                             |
| --------------------------------------- | ------------------------------------------ | -------------------------------------------- | --------------- | -------------- | -------------- | ------------------- | ----------------------- | --------------- | -------------------------------- |
|                                         | گیزلای سوابیا                              | هرمان دوم، دوک سوابیا (کنرادها)              | ۱۱ نوامبر ۹۹۵   | ۱۰۱۶           | ۸ سپتامبر ۱۰۲۴ | ۲۶ مارس ۱۰۲۷        | ۴ ژوئن ۱۰۳۹ مرگ شوهر    | ۱۴ فوریه ۱۰۴\|  | کنراد دوم                        |
|                                         | گونهیلدا کناتسداتر از دانمارک ملکه آلمان‌ها | کانوت بزرگ (پادشاه دانمارک)                  | حدود ۱۰۲۰       | ۱۰۳۶           | ۱۰۳۶           | هرگز امپراتریس نشد  | ۱۰۳۸                    | ۱۰۳۸            | هاینریش سوم                      |
|                                         | اگنس دو پوآتو                              | ویلیام پنجم، دوک آکیتن (رامنولفیدها)         | ۱۰۲۵            | ۲۱ نوامبر ۱۰۴۳ | ۲۱ نوامبر ۱۰۴۳ | ۲۵ دسامبر ۱۰۴۶      | ۵ اکتبر ۱۰۵۶            | ۱۴ دسامبر ۱۰۷۷  | هاینریش سوم                      |
| Bertha of Savoy, the Holy Roman Empress | برتا ساوی                                  | اتو، کنت ساوی (دودمان ساوی)                  | ۲۱ سپتامبر ۱۰۵۱ | ۱۳ ژوئیه ۱۰۶۶  | ۱۳ ژوئیه ۱۰۶۶  | ۲۱ مارس ۱۰۸۴        | ۲۷ دسامبر ۱۰۸۷          | ۲۷ دسامبر ۱۰۸۷  | هاینریش چهارم                    |
|                                         | یوپراکسی کیف                               | وسوولود یکم، شاهزاده بزرگ کیف (دودمان روریک) | ۱۰۷۱            | ۱۴ اوت ۱۰۸۹    | ۱۴ اوت ۱۰۸۹    | ۱۴ اوت ۱۰۸۹         | ۳۱ دسامبر ۱۱۰۵ مرگ شوهر | ۲۰ ژوئیه ۱۱۰۹   | هاینریش چهارم                    |
|                                         | کنستانس ملکه رومن‌ها                        | راجر یکم، از سیسیل (خاندان هووتویل)          | ۱۰۷۷–۱۰۸۷       | ۱۰۹۵           | ۱۰۹۵           | هرگز امپراتریس نشد  | ۱۰۹۸ مرگ شوهر           | ۲۷ نوامبر ۱۱۹۸  | کنراد دوم ایتالیا، پادشاه رومن‌ها |
|                                         | ماتیلدا از انگلستان                        | هنری یکم انگلستان (دودمان نورماندی)          | ۷ فوریه ۱۱۰۱    | ۷ ژانویه ۱۱۱۴  | ۷ ژانویه ۱۱۱۴  | ۷ ژانویه ۱۱۱۴       | ۲۳ مه ۱۱۲۵              | ۱۰ سپتامبر ۱۱۶۷ | هاینریش پنجم                     |
| تصویر                                   | نام                                        | پدر (خاندان)                                 | تولد            | ازدواج         | تاریخ ملکه شدن | تاریخ امپراتریس شدن | لغو مقام                | مرگ             | همسر                             |

### خاندان زوپلینگنبورگ
| تصویر | نام               | پدر (خاندان)             | تولد         | ازدواج    | تاریخ ملکه شدن | تاریخ امپراتریس شدن | لغو مقام      | مرگ          | همسر      |
| ----- | ----------------- | ------------------------ | ------------ | --------- | -------------- | ------------------- | ------------- | ------------ | --------- |
|       | ریچنزا از نورتایم | هنری چاق، مارگراف فریسیا | حدود ۱۰۸۷–۸۹ | حدود ۱۱۰۰ | ۳۰ اوت ۱۱۲۵    | ۴ ژوئن ۱۱۳۳         | ۴ دسامبر ۱۱۳۷ | ۱۰ ژوئن ۱۱۴۱ | لوتار سوم |
| تصویر | نام               | پدر (خاندان)             | تولد         | ازدواج    | تاریخ ملکه شدن | تاریخ امپراتریس شدن | لغو مقام      | مرگ          | همسر      |

### خاندان اشتاوفر (۱)
| تصویر | نام                                      | پدر (خاندان)                      | تولد      | ازدواج         | تاریخ ملکه شدن              | تاریخ امپراتریس شدن  | لغو مقام                 | مرگ            | همسر        |
| ----- | ---------------------------------------- | --------------------------------- | --------- | -------------- | --------------------------- | -------------------- | ------------------------ | -------------- | ----------- |
|       | گرترود فون کامبورگ ملکه رومیان در مخالفت | هاینریش،کنت روتنبورگ              |           | حدود ۱۱۱۵      | ۱۱۲۷ شوهرش پادشاه در مخالفت | هیچوقت امپراتریس نشد | حدود ۱۱۳۰–۱۱۳۱           | حدود ۱۱۳۰–۱۱۳۱ | کنراد سوم   |
|       | گرترود سولزباخ                           | برنگار دوم، کنت سولزباخ           |           | ۱۱۳۶           | ۷ مارس ۱۱۳۸                 | هیچوقت امپراتریس نشد | ۱۴ آوریل ۱۱۴۶            | ۱۴ آوریل ۱۱۴۶  | کنراد سوم   |
|       | آدلهاید وهبورگ                           | دیپولد سوم، مارگراف ووهبورگ       | حدود ۱۱۲۸ | ۱۱۴۷           | ۴ مارس ۱۱۵۲                 | هیچوقت امپراتریس نشد | مارس ۱۱۵۳ ازدواج باطل شد | بعد از ۱۱۸۷    | فریدریش یکم |
|       | بئاتریس یکم، کنتس بورگوندی               | رنود سوم، کنت بورگوندی            | ۱۱۴۸      | ۹ ژوئن ۱۱۵۶    | ۹ ژوئن ۱۱۵۶                 | ۹ ژوئن ۱۱۵۶          | ۱۵ نوامبر ۱۱۸۴           | ۱۵ نوامبر ۱۱۸۴ | فریدریش یکم |
|       | کوستانزا، ملکه سیسیل                     | روجرو دوم، پادشاه سیسیل (هووتویل) | ۱۱۵۴      | ۲۷ ژانویه ۱۱۸۶ | ۲۷ ژانویه ۱۱۸۶              | ۱۴ آوریل ۱۱۹۱        | ۲۸ سپتامبر ۱۱۹۷          | ۲۷ نوامبر ۱۱۹۸ | هاینریش ششم |
|       | ایرنه آنجلینا                            | ایزاک دوم آنجلوس امپراتور بیزانس  | ۱۱۷۷–۱۱۸۱ | ۲۵ مه ۱۱۹۷     | ۶ مارس ۱۱۹۸                 | هیچوقت امپراتریس نشد | ۲۱ اوت ۱۲۰۸              | ۲۱ اوت ۱۲۰۸    | فیلیپ سوآبی |
| تصویر | نام                                      | پدر (خاندان)                      | تولد      | ازدواج         | تاریخ ملکه شدن              | تاریخ امپراتریس شدن  | لغو مقام                 | مرگ            | همسر        |

### خاندان ولف
| تصویر | نام           | پدر (خاندان)                  | تولد      | ازدواج            | تاریخ ملکه شدن    | تاریخ امپراتریس شدن | لغو مقام                  | مرگ     | همسر       |
| ----- | ------------- | ----------------------------- | --------- | ----------------- | ----------------- | ------------------- | ------------------------- | ------- | ---------- |
|       | بئاتریس سوآبی | فیلیپ، پادشاه آلمان (اشتاوفر) | ۱۱۹۸      | ۱۲۰۹ یا ۱۲۱۲      | ۱۲۰۹ یا ۱۲۱۲      | ۱۲۰۹ یا ۱۲۱۲        | ۱۲۱۲                      | ۱۲۱۲    | اتوی چهارم |
|       | ماری برابانت  | آنری یکم، دوک برابانت         | حدود ۱۱۹۰ | بعد از ۱۹ مه ۱۲۱۴ | بعد از ۱۹ مه ۱۲۱۴ | بعد از ۱۹ مه ۱۲۱۴   | ۵ ژوئیه ۱۲۱۵ برکناری شوهر | مه ۱۲۶۰ | اتوی چهارم |
| تصویر | نام           | پدر (خاندان)                  | تولد      | ازدواج            | تاریخ ملکه شدن    | تاریخ امپراتریس شدن | لغو مقام                  | مرگ     | همسر       |

### خاندان اشتاوفر (۲)
| تصویر | نام                         | پدر (خاندان)                                                                         | تولد      | ازدواج | تاریخ ملکه شدن | تاریخ امپراتریس شدن               | لغو مقام                                              | مرگ           | همسر                   |
| ----- | --------------------------- | ------------------------------------------------------------------------------------ | --------- | --- | --- | --------------------------------- | ----------------------------------------------------- | ------------- | ---------------------- |
|       | کنستانس آراگون              | آلفونسوی دوم، پادشاه آراگون                                                          | ۱۱۷۹      | ۵ اوت ۱۲۰۹ | ۱۲۱۱–۱۲۱۲ شوهر به عنوان پادشاه در مخالفت/ ۵ ژوئیه ۱۲۱۵ شوهر به عنوان پادشاه در مخالفت                                 | ۲۲ نوامبر ۱۲۲۰                    | ۲۳ آوریل ۱۲۲۰                                         | ۲۳ آوریل ۱۲۲۰ | فریدریش دوم            |
|       | یولاند برین                 | جان برین، پادشاه اورشلیم                                                             | ۱۲۱۲      | ۹ نوامبر ۱۲۲۵ | ۹ نوامبر ۱۲۲۵ | ۹ نوامبر ۱۲۲۵                     | ۲۵ آوریل ۱۲۲۸                                         | ۲۵ آوریل ۱۲۲۸ | فریدریش دوم            |
|       | ایزابلای انگلستان           | جان، پادشاه انگلستان                                                                 | ۱۲۱۴      | ۱۵/۲۰ ژوئیه ۱۲۳۵ | ۱۵/۲۰ ژوئیه ۱۲۳۵ | ۱۵/۲۰ ژوئیه ۱۲۳۵                  | ۱ دسامبر ۱۲۴۱                                         | ۱ دسامبر ۱۲۴۱ | فریدریش دوم            |
|       | بیانکا لانچیا               | فرزند مانفرد یکم لانچیا (یکی از پسرانش، مانفرد دوم یا بونیفاسیو، یا یک دختر، بیانکا) | حدود ۱۲۰۰ | حدود ۱۲۴۴؟ مدارک ازدواج مشکوک است                                                                                     | هرگز ملکه آلمان نشد                                                                                                   | حدود ۱۲۴۴؟ شواهد ازدواج مشکوک است | حدود ۱۲۴۴؟ شواهد ازدواج مشکوک است                     | حدود ۱۲۴۴     | فریدریش دوم            |
|       | مارگارت اتریش ملکه رومن‌ها   | لئوپولد ششم بابنبرگ، دوک اتریش                                                       | حدود ۱۲۰۴ | ۲۹ نوامبر ۱۲۲۵ ملکه با ازدواج": "شوهر تحت فرمان پدرش پادشاه، فریدریش دوم بود; ۲۳ مارس ۱۲۲۷ به عنوان ملکه تاجگذاری کرد | ۲۹ نوامبر ۱۲۲۵ ملکه با ازدواج": "شوهر تحت فرمان پدرش پادشاه، فریدریش دوم بود; ۲۳ مارس ۱۲۲۷ به عنوان ملکه تاجگذاری کرد | هیچگاه امپراتریس نشد              | ۴ ژوئیه ۱۲۳۵husband dethroned; ۱۲ فوریه ۱۲۴۲ مرگ شوهر | ۲۹ اکتبر ۱۲۶۶ | هاینریش، پادشاه رومن‌ها |
|       | الیزابت باواریا ملکه رومن‌ها | اوتو دوم ویتلسباخ، دوک باواریا                                                       | ۱۲۲۷      | ۱ سپتامبر ۱۲۴۶ | ۱ سپتامبر ۱۲۴۶ | امپراتریس نشد                     | ۲۱ مه ۱۲۵۴                                            | ۹ اکتبر ۱۲۷۳  | کنراد چهارم            |
| تصویر | نام                         | پدر (خاندان)                                                                         | تولد      | ازدواج | تاریخ ملکه شدن | تاریخ امپراتریس شدن               | لغو مقام                                              | مرگ           | همسر                   |

### خاندان هابسبورگ (۱)
| تصویر | نام                         | پدر (خاندان)              | تولد      | ازدواج       | تاریخ ملکه شدن  | تاریخ امپراتریس شدن  | لغو مقام               | مرگ           | همسر      |
| ----- | --------------------------- | ------------------------- | --------- | ------------ | --------------- | -------------------- | ---------------------- | ------------- | --------- |
|       | گرترود هوهنبرگ ملکه رومن‌ها  | بورچارد پنجم، کنت هوهنبرگ | ۱۲۲۵      | ۱۲۴۵         | ۲۹ سپتامبر ۱۲۷۳ | هیچوقت امپراتریس نشد | ۱۶ فوریه ۱۲۸۱          | ۱۶ فوریه ۱۲۸۱ | رودلف یکم |
|       | ایزابل بورگوندی ملکه رومن‌ها | هوگو چهارم، دوک بورگوندی  | حدود ۱۲۷۰ | ۶ فوریه ۱۲۸۴ | ۶ فوریه ۱۲۸۴    | هیچگاه امپراتریس نشد | ۱۵ ژوئیه ۱۲۹۱ مرگ شوهر | حدود ۱۳۲۳     | رودلف یکم |
| تصویر | نام                         | پدر (خاندان)              | تولد      | ازدواج       | تاریخ ملکه شدن  | تاریخ امپراتریس شدن  | لغو مقام               | مرگ           | همسر      |

### خاندان ناسائو
| تصویر | نام                       | پدر (خاندان)                                            | تولد | ازدواج | تاریخ ملکه شدن | تاریخ امپراتریس شدن  | لغو مقام     | مرگ             | همسر  |
| ----- | ------------------------- | ------------------------------------------------------- | ---- | ------ | -------------- | -------------------- | ------------ | --------------- | ----- |
|       | ایماجینا ایسنبورگ-لیمبورگ | گرلاک چهارم ایسنبورگ-لیمبورگ (دوک‌نشین ایسنبورگ-لیمبورگ) | ۱۲۵۹ | ۱۲۷۱   | ۵ مه ۱۲۹۲      | هیچگاه امپراتریس نشد | ۲۳ ژوئن ۱۲۹۸ | ۲۹ سپتامبر ۱۳۱۳ | آدولف |
| تصویر | نام                       | پدر (خاندان)                                            | تولد | ازدواج | تاریخ ملکه شدن | تاریخ امپراتریس شدن  | لغو مقام     | مرگ             | همسر  |

### خاندان هابسبورگ (۲)
| تصویر | نام                       | پدر (خاندان)           | تولد      | ازدواج         | تاریخ ملکه شدن | تاریخ امپراتریس شدن  | لغو مقام  | مرگ          | همسر       |
| ----- | ------------------------- | ---------------------- | --------- | -------------- | -------------- | -------------------- | --------- | ------------ | ---------- |
|       | الیزابت تیرول ملکه رومن‌ها | ماینهارد، دوک کارینتیا | حدود ۱۲۶۲ | ۲۰ دسامبر ۱۲۷۴ | ۲۷ ژوئیه ۱۲۹۸  | هیچگاه امپراتریس نشد | ۱ مه ۱۳۰۸ | ۲۸ اکتبر ۱۳۱ | آلبرشت یکم |
| تصویر | نام                       | پدر (خاندان)           | تولد      | ازدواج         | تاریخ ملکه شدن | تاریخ امپراتریس شدن  | لغو مقام  | مرگ          | همسر       |

### خاندان لوکزامبورگ (۱)
| تصویر | نام                         | پدر (خاندان)         | تولد         | ازدواج       | تاریخ ملکه شدن | تاریخ امپراتریس شدن  | لغو مقام       | مرگ            | همسر         |
| ----- | --------------------------- | -------------------- | ------------ | ------------ | -------------- | -------------------- | -------------- | -------------- | ------------ |
|       | مارگارت برابانت ملکه رومن‌ها | ژان یکم، دوک برابانت | ۴ اکتبر ۱۲۷۶ | ۹ ژوئیه ۱۲۹۲ | ۲۷ نوامبر ۱۳۰۸ | هیچگاه امپراتریس نشد | ۱۴ دسامبر ۱۳۱۱ | ۱۴ دسامبر ۱۳۱۱ | هاینریش هفتم |
| تصویر | نام                         | پدر (خاندان)         | تولد         | ازدواج       | تاریخ ملکه شدن | تاریخ امپراتریس شدن  | لغو مقام       | مرگ            | همسر         |

### خاندان هابسبورگ (۳)
| تصویر | نام                       | پدر (خاندان)                                | تولد | ازدواج     | تاریخ ملکه شدن                                                                          | تاریخ امپراتریس شدن  | لغو مقام                                                                   | مرگ           | همسر             |
| ----- | ------------------------- | ------------------------------------------- | ---- | ---------- | --------------------------------------------------------------------------------------- | -------------------- | -------------------------------------------------------------------------- | ------------- | ---------------- |
|       | ایزابل آراگون ملکه رومن‌ها | خایمه دوم از بارسلونا، پادشاه آراگونی سیسیل | ۱۲۹۶ | ۱۱ مه ۱۳۱۴ | ۱۹ اکتبر ۱۳۱۵ انتخاب شوهر (در مخالفت)/ ۵ سپتامبر ۱۳۲۵ شوهر به عنوان شاه مشترک شناخته شد | هیچگاه امپراتریس نشد | ۲۸ سپتامبر ۱۳۲۲ شوهر به عنوان شاه مشترک شناخته شد/ ۱۳ ژانویه ۱۳۳۰ مرگ شوهر | ۱۲ ژوئیه ۱۳۳۰ | فریدریش هابسبورگ |
| تصویر | نام                       | پدر (خاندان)                                | تولد | ازدواج     | تاریخ ملکه شدن                                                                          | تاریخ امپراتریس شدن  | لغو مقام                                                                   | مرگ           | همسر             |

### خاندان ویتلسباخ (۱)
| تصویر | نام                           | پدر (خاندان)             | تولد | ازدواج        | تاریخ ملکه شدن            | تاریخ امپراتریس شدن  | لغو مقام      | مرگ         | همسر         |
| ----- | ----------------------------- | ------------------------ | ---- | ------------- | ------------------------- | -------------------- | ------------- | ----------- | ------------ |
|       | بئاتریس شویدنگتسا ملکه رومن‌ها | بولکو یکم، دوک شویدنگتسا | ۱۲۹۰ | ۱۳۰۸          | ۲۰ اکتبر ۱۳۱۴ انتخاب شوهر | هیچگاه امپراتریس نشد | ۲۴ اوت ۱۳۲۲   | ۲۴ اوت ۱۳۲۲ | لودویگ چهارم |
|       | مارگارت دوم، کنتس هاینو       | ویلیام یکم، کنت هاینو    | ۱۳۱۱ | ۲۶ فوریه ۱۳۲۴ | ۲۶ فوریه ۱۳۲۴             | ژانویه ۱۳۲۸          | ۱۱ اکتبر ۱۳۴۷ | ۲ ژوئن ۱۳۵۶ | لودویگ چهارم |
| تصویر | نام                           | پدر (خاندان)             | تولد | ازدواج        | تاریخ ملکه شدن            | تاریخ امپراتریس شدن  | لغو مقام      | مرگ         | همسر         |

### خاندان لوکزامبورگ (۲)
| تصویر | نام                      | پدر (خاندان)                     | تولد            | ازدواج          | تاریخ ملکه شدن                         | تاریخ امپراتریس شدن            | لغو مقام                 | مرگ             | همسر        |
| ----- | ------------------------ | -------------------------------- | --------------- | --------------- | -------------------------------------- | ------------------------------ | ------------------------ | --------------- | ----------- |
|       | بلانش والوآ ملکه رومن‌ها  | شارل والوآ                       | ۱۳۱۶            | مه ۱۳۲۹         | ۱۱ ژوئیه ۱۳۴۶ انتخاب شوهر (در مخالفت)  | هیچگاه امپراتریس نشد           | ۱ اوت ۱۳۴۸               | ۱ اوت ۱۳۴۸      | کارل چهارم  |
|       | آنا بایرن ملکه رومن‌ها    | رودولف دوم، دوک بایرن (ویتلسباخ) | ۲۶ سپتامبر ۱۳۲۹ | ۴ مارس ۱۳۴۹     | ۱۷ ژوئن ۱۳۴۹ انتخاب شوهر (بدون مخالفت) | هیچگاه امپراتریس نشد           | ۲ فوریه ۱۳۵۳             | ۲ فوریه ۱۳۵۳    | کارل چهارم  |
|       | آنا فون شوایدنیتس        | هاینریش دوم، دوک شویدنگنسا       | حدود ۱۳۳۹       | ۲۷ مه ۱۳۵۳      | ۲۷ مه ۱۳۵۳                             | ۵ آوریل ۱۳۵۵ تاج گذاری با شوهر | ۱۱ ژوئیه ۱۳۶۲            | ۱۱ ژوئیه ۱۳۶۲   | کارل چهارم  |
|       | الیزابت پومرانیا         | بوگیسلاو پنجم، دوک پومرانیا      | ۱۳۴۷            | ۲۱ مه ۱۳۶۳      | ۲۱ مه ۱۳۶۳                             | ۱ نوامبر ۱۳۶۸ تاج گذاری        | ۲۹ نوامبر ۱۳۷۸ مرگ شوهر  | ۱۴ فوریه ۱۳۹۳   | کارل چهارم  |
|       | یوهانا بایرن ملکه رومن‌ها | آلبرت یکم، دوک بایرن (ویتلسباخ)  | حدود ۱۳۶۰       | ۲۹ سپتامبر ۱۳۷۰ | ۱۰ ژوئن ۱۳۷۶                           | هیچگاه امپراتریس نشد           | ۳۱ دسامبر ۱۳۸۶           | ۳۱ دسامبر ۱۳۸۶  | ونتسل چهارم |
|       | سوفیا بایرن ملکه رومن‌ها  | ژان دوم، دوک بایرن (ویتلسباخ)    | ۱۳۷۶            | ۲ مه ۱۳۸۹       | ۲ مه ۱۳۸۹                              | هیچگاه امپراتریس نشد           | ۲۰ اوت ۱۴۰۰ برکناری شوهر | ۲۶ سپتامبر ۱۴۲۵ | ونتسل چهارم |
| تصویر | نام                      | پدر (خاندان)                     | تولد            | ازدواج          | تاریخ ملکه شدن                         | تاریخ امپراتریس شدن            | لغو مقام                 | مرگ             | همسر        |

### خاندان ویتلسباخ (۲)
| تصویر | نام                        | پدر (خاندان)                              | تولد | ازدواج       | تاریخ ملکه شدن               | تاریخ امپراتریس شدن  | لغو مقام            | مرگ           | همسر   |
| ----- | -------------------------- | ----------------------------------------- | ---- | ------------ | ---------------------------- | -------------------- | ------------------- | ------------- | ------ |
|       | ایزابل نورنبرگ ملکه رومن‌ها | فریدریش پنجم، بورگرو نورنبرگ (هوهن‌تسولرن) | ۱۳۵۸ | ۲۷ ژوئن ۱۳۷۴ | ۲۱ اوت ۱۴۰۰ برگزیده شدن شوهر | هیچگاه امپراتریس نشد | ۱۸ مه ۱۴۱۰ مرگ شوهر | ۲۶ ژوئیه ۱۴۱۱ | روپرشت |
| تصویر | نام                        | پدر (خاندان)                              | تولد | ازدواج       | تاریخ ملکه شدن               | تاریخ امپراتریس شدن  | لغو مقام            | مرگ           | همسر   |

### خاندان لوکزامبورگ (۳)
| تصویر | نام           | پدر (خاندان)         | تولد         | ازدواج | تاریخ ملکه شدن                 | تاریخ امپراتریس شدن        | لغو مقام               | مرگ           | همسر                         |
| ----- | ------------- | -------------------- | ------------ | ------ | ------------------------------ | -------------------------- | ---------------------- | ------------- | ---------------------------- |
|       | باربارای سلیه | هرمان دوم (کنت سلیه) | ۱۳۹۰ تا ۱۳۹۵ | ۱۴۰۸   | ۲۱ ژوئیه ۱۴۱۱ برگزیده شدن شوهر | ۳۱ مه ۱۴۳۳\| تاجگذاری شوهر | ۹ دسامبر ۱۴۳۷ مرگ شوهر | ۱۱ ژوئیه ۱۴۵۱ | زیگیسمونت، امپراتور مقدس روم |
| تصویر | نام           | پدر (خاندان)         | تولد         | ازدواج | تاریخ ملکه شدن                 | تاریخ امپراتریس شدن        | لغو مقام               | مرگ           | همسر                         |

### خاندان هابسبورگ (۴)
| تصویر | نام                                  | پدر (خاندان)                                   | تولد                       | ازدواج          | تاریخ ملکه شدن                                 | تاریخ امپراتریس شدن                           | لغو مقام               | مرگ            | همسر                               |
| ----- | ------------------------------------ | ---------------------------------------------- | -------------------------- | --------------- | ---------------------------------------------- | --------------------------------------------- | ---------------------- | -------------- | ---------------------------------- |
|       | الیزابت بوهمی ملکه رومن‌ها            | زیگیسمونت، امپراتور مقدس روم (لوکزامبورگ)      | ۱۴۰۹                       | ۱۴۲۲            | ۱۸ مارس ۱۴۳۸ برگزیده شدن شوهر                  | هیچگاه امپراتریس نشد                          | ۲۷ اکتبر ۱۴۳۹ مرگ شوهر | ۲۵ دسامبر ۱۴۴۲ | آلبرشت دوم                         |
|       | الینور پرتغال                        | دوارته یکم، پادشاه پرتغال (اویش)               | ۱۸ سپتامبر ۱۴۳۴            | ۱۶ مارس ۱۴۵۲    | ۱۶ مارس ۱۴۵۲                                   | ۱۹ مارس ۱۴۵۲ برگزیده شدن شوهر                 | ۳ سپتامبر ۱۴۶۷         | ۳ سپتامبر ۱۴۶۷ | فریدریش سوم، امپراتور مقدس روم     |
|       | بیانکا ماریا میلان                   | گالیاتزو ماریا اسفورزا، دوک میلان (اسفورزا)    | ۵ آوریل ۱۴۷۲               | ۱۶ مارس ۱۴۹۴    | ۱۶ مارس ۱۴۹۴                                   | ۴ فوریه ۱۵۰۸ شوهرش «امپراتور منتخب» اعلام شد" | ۳۱ دسامبر ۱۵۱۰         | ۳۱ دسامبر ۱۵۱۰ | ماکسیمیلیان یکم، امپراتور مقدس روم |
|       | ایزابلای پرتغال                      | مانوئل یکم، پادشاه پرتغال (اویش)               | ۲۳ اکتبر ۱۵۰۳              | ۱۰ مارس ۱۵۲۶    | ۱۰ مارس ۱۵۲۶                                   | ۲۴ فوریه ۱۵۳۰ تاجگذاری همراه با شوهر          | ۱ مه ۱۵۳۹              | ۱ مه ۱۵۳۹      | کارل پنجم، امپراتور مقدس روم       |
|       | آنا بوهم و مجارستان ملکه رومن‌ها      | اولاسلوی دوم، پادشاه بوهم و مجارستان (یاگیلون) | ۲۳ ژوئیه ۱۵۰۳              | ۲۵ مه ۱۵۲۱      | ژانویه ۱۵۳۱ برگزیده شدن شوهر                   | هیچگاه امپراتریس نشد                          | ۲۷ ژانویه ۱۵۴۷         | ۲۷ ژانویه ۱۵۴۷ | فردیناند یکم، امپراتور مقدس روم    |
|       | ماری اسپانیا                         | امپراتور کارل پنجم (هابسبورگ)                  | ۲۱ ژوئن ۱۵۲۸               | ۱۳ سپتامبر ۱۵۴۸ | نوامبر ۱۵۶۲ برگزیده شدن شوهر به عنوان امپراتور | ۲۵ ژوئیه ۱۵۶۴ ارتقای شوهر به مقام امپراتور    | ۱۲ اکتبر ۱۵۷۶ مرگ شوهر | ۲۶ فوریه ۱۶۰۳  | ماکسیمیلیان دوم، امپراتور مقدس روم |
|       | آنا اتریش                            | فردیناند دوم، دوک اتریش (هابسبورگ)             | ۴ اکتبر ۱۵۸۵               | ۴ دسامبر ۱۶۱۱   | ۱۶۱۲ برگزیده شدن شوهر                          | ۱۶۱۲ برگزیده شدن شوهر                         | ۱۴ دسامبر ۱۶۱۸         | ۱۴ دسامبر ۱۶۱۸ | ماتیاس، امپراتور مقدس روم          |
|       | الینور مانتوا                        | وینچنزو یکم، دوک مانتوا (گونزاگا)              | ۲۳ سپتامبر (۲۳ فوریه) ۱۵۹۸ | ۴ فوریه ۱۶۲۲    | ۴ فوریه ۱۶۲۲                                   | ۴ فوریه ۱۶۲۲                                  | ۱۵ فوریه ۱۶۳۷ مرگ شوهر | ۲۷ ژوئن ۱۶۵۵   | فردیناند دوم، امپراتور مقدس روم    |
|       | ماریا آنا اسپانیا                    | فلیپه سوم، پادشاه اسپانیا (هابسبورگ)           | ۱۸ اوت ۱۶۰۶                | ۲۰ فوریه ۱۶۳۱   | ۲۲ دسامبر ۱۶۳۶ برگزیده شدن شوهر                | ۱۵ فوریه ۱۶۳۷ ارتقا شوهر                      | ۱۳ مه ۱۶۴۶             | ۱۳ مه ۱۶۴۶     | فردیناند سوم، امپراتور مقدس روم    |
|       | ماریا لئوپولدین اتریش                | لئوپولد پنجم، آرشیدوک اتریش (هابسبورگ)         | ۶ آوریل ۱۶۳۲               | ۲ ژوئیه ۱۶۴۸    | ۲ ژوئیه ۱۶۴۸                                   | ۲ ژوئیه ۱۶۴۸                                  | ۷ اوت ۱۶۴۹             | ۷ اوت ۱۶۴۹     | فردیناند سوم، امپراتور مقدس روم    |
|       | الینور مانتوا                        | کارل دوم، دوک مانتوا (گونزاگا)                 | ۱۸ نوامبر ۱۶۳۰             | ۳۰ آوریل ۱۶۵۱   | ۳۰ آوریل ۱۶۵۱                                  | ۳۰ آوریل ۱۶۵۱                                 | ۲ آوریل ۱۶۵۷ مرگ شوهر  | ۶ دسامبر ۱۶۸۶  | فردیناند سوم، امپراتور مقدس روم    |
|       | مارگارت ترزا اسپانیا                 | فلیپه چهارم، پادشاه اسپانیا (هابسبورگ)         | ۱۲ ژوئیه ۱۶۵۱              | ۱۲ دسامبر ۱۶۶۶  | ۱۲ دسامبر ۱۶۶۶                                 | ۱۲ دسامبر ۱۶۶۶                                | ۱۲ مارس ۱۶۷۳           | ۱۲ مارس ۱۶۷۳   | لئوپولد یکم، امپراتور مقدس روم     |
|       | کلودیا فلیسیتاس اتریش                | فردیناند کارل، آرشیدوک اتریش (هابسبورگ)        | ۳۰ مه ۱۶۵۳                 | ۱۵ اکتبر ۱۶۷۳   | ۱۵ اکتبر ۱۶۷۳                                  | ۱۵ اکتبر ۱۶۷۳                                 | ۸ آوریل ۱۶۷۶           | ۸ آوریل ۱۶۷۶   | لئوپولد یکم، امپراتور مقدس روم     |
|       | الینور ماگدالنا نئوبورگ              | فیلیپ ویلهلم، انتخابگر پفالتس (ویتلسباخ)       | ۶ ژانویه ۱۶۵۵              | ۱۴ دسامبر ۱۶۷۶  | ۱۴ دسامبر ۱۶۷۶                                 | ۱۴ دسامبر ۱۶۷۶                                | ۵ مه ۱۷۰۵ مرگ شوهر     | ۱۹ ژانویه ۱۷۲۰ | لئوپولد یکم، امپراتور مقدس روم     |
|       | ویلهلمینا آمالیا برونشویک            | یان فریدریش، دوک کالینبورگ (ولف)               | ۲۱ آوریل ۱۶۷۳              | ۲۴ فوریه ۱۶۹۹   | ۲۴ فوریه ۱۶۹۹                                  | ۵ مه ۱۷۰۵ ارتقا شوهر به عنوان امپراتوری       | ۱۷ آوریل ۱۷۱۱ مرگ شوهر | ۱۰ آوریل ۱۷۴۲  | یوزف یکم، امپراتور مقدس روم        |
|       | الیزابت کریستین از برانشویک-ولفنبوتل | لودویگ رودولف برانشویک-ولفنبوتل (ولف)          | ۲۸ اوت (۲۸ سپتامبر) ۱۶۹۱   | ۱ اوت ۱۷۰۸      | دسامبر ۱۷۱۱ برگزیده شدن شوهر                   | دسامبر ۱۷۱۱ برگزیده شدن شوهر                  | ۲۰ اکتبر ۱۷۴۰ مرگ شوهر | ۲۱ دسامبر ۱۷۵۰ | کارل ششم                           |
| تصویر | نام                                  | پدر (خاندان)                                   | تولد                       | ازدواج          | تاریخ ملکه شدن                                 | تاریخ امپراتریس شدن                           | لغو مقام               | مرگ            | همسر                               |

### خاندان ویتلسباخ (۳)
| تصویر | نام               | پدر (خاندان)                           | تولد          | ازدواج       | تاریخ ملکه شدن                  | تاریخ امپراتریس شدن             | لغو مقام                | مرگ            | همسر      |
| ----- | ----------------- | -------------------------------------- | ------------- | ------------ | ------------------------------- | ------------------------------- | ----------------------- | -------------- | --------- |
|       | ماریا املیا اتریش | یوزف یکم، امپراتور مقدس روم (هابسبورگ) | ۲۲ اکتبر ۱۷۰۱ | ۵ اکتبر ۱۷۲۲ | ۲۴ ژانویه ۱۷۴۲ برگزیده شدن شوهر | ۲۴ ژانویه ۱۷۴۲ برگزیده شدن شوهر | ۲۰ ژانویه ۱۷۴۵ مرگ شوهر | ۱۱ دسامبر ۱۷۵۶ | کارل هفتم |
| تصویر | نام               | پدر (خاندان)                           | تولد          | ازدواج       | تاریخ ملکه شدن                  | تاریخ امپراتریس شدن             | لغو مقام                | مرگ            | همسر      |

### دودمان هابسبورگ-لورن
| تصویر | نام                  | پدر (خاندان)                           | تولد           | ازدواج         | تاریخ ملکه شدن                                     | تاریخ امپراتریس شدن                                | لغو مقام                                   | مرگ            | همسر                           |
| ----- | -------------------- | -------------------------------------- | -------------- | -------------- | -------------------------------------------------- | -------------------------------------------------- | ------------------------------------------ | -------------- | ------------------------------ |
|       | ماریا ترزا           | کارل ششم امپراتور مقدس روم (هابسبورگ)  | ۱۴ مه ۱۷۱۷     | ۱۲ فوریه ۱۷۳۶  | ۱۳ سپتامبر ۱۷۴۵ برگزیده شدن شوهر به عنوان امپراتور | ۱۳ سپتامبر ۱۷۴۵ برگزیده شدن شوهر به عنوان امپراتور | ۱۸ اوت ۱۷۶۵ مرگ شوهر                       | ۲۹ نوامبر ۱۷۸۰ | فرانتس یکم، امپراتور مقدس روم  |
|       | ماریا یوزف بایرن     | کارل هفتم امپراتور مقدس روم (ویتلسباخ) | ۳۰ مارس ۱۷۳۹   | ۲۳ ژانویه ۱۷۶۵ | ۲۳ ژانویه ۱۷۶۵                                     | ۱۸ اوت ۱۷۶۵ ارتقا شوهر به عنوان امپراتور           | ۲۸ مه ۱۷۶۷                                 | ۲۸ مه ۱۷۶۷     | یوزف دوم، امپراتور مقدس روم    |
|       | ماریا لوئیزا اسپانیا | کارلوس سوم پادشاه اسپانیا (بوروبون)    | ۲۴ نوامبر ۱۷۴۵ | ۵ اوت ۱۷۶۵     | ۳۰ سپتامبر ۱۷۹۰ برگزیده شدن شوهر به عنوان امپراتور | ۳۰ سپتامبر ۱۷۹۰ برگزیده شدن شوهر به عنوان امپراتور | ۱ مارس ۱۷۹۲ مرگ شوهر                       | ۱۵ مه ۱۷۹۲     | لئوپولد دوم، امپراتور مقدس روم |
|       | ماریا ترزای سیسیل    | فردیناند یکم دو سیسیل (بوربون)         | ۶ ژوئن ۱۷۷۲    | ۱۵ اوت ۱۷۹۰    | ۵ ژوئیه ۱۷۹۲ برگزیده شدن شوهر به عنوان امپراتور    | ۵ ژوئیه ۱۷۹۲ برگزیده شدن شوهر به عنوان امپراتور    | ۶ اوت ۱۸۰۶ کناره‌گیری شوهر از مقام امپراتور | ۱۳ آوریل ۱۸۰۷  | فرانتس دوم، امپراتور مقدس روم  |
| تصویر | نام                  | پدر (خاندان)                           | تولد           | ازدواج         | تاریخ ملکه شدن                                     | تاریخ امپراتریس شدن                                | لغو مقام                                   | مرگ            | همسر                           |

## همسران پادشاهان مورد مناقشه
علاوه بر موارد فوق، زنان زیر همسر مردانی بودند که ادعای پادشاهی آلمان داشتند، اما به عنوان پادشاهان رسمی شناخته نمی‌شوند:
- آدلاید ساوی (متوفی ۱۰۸۹). او همسر رودولف راینفل، ضد پادشاه بین سالهای ۱۰۷۷ و ۱۰۸۰ بود.
- بئاتریس برابانت (۱۲۲۵–۱۱ نوامبر ۱۲۸۸). در ۱۰ مارس ۱۲۴۱، او دومین همسر هنری راسپه، ضد پادشاه بین ۱۲۴۶ و ۱۲۴۷ شد.
- الیزابت برونشویک-لونبورگ (متوفی ۱۲۶۶). او همسر ویلیام دوم هلند بود که در سال ۱۲۴۷ به عنوان ضد پادشاه آلمان انتخاب شد. او در سال ۱۲۴۸ در آخن به عنوان پادشاه رومیان تاج گذاری کرد و در سال ۱۲۵۲ با الیزابت ازدواج کرد.
- سانچیا پروونس (۱۲۲۵–۱۲۶۱) و بئاتریس فالکنبورگ (متوفی ۱۲۷۷). آنها به ترتیب همسران دوم و سوم (م. ۱۲۶۹) ریچارد کورنوال بودند که در سال ۱۲۵۷ به عنوان پادشاه آلمان و رومیان انتخاب شد، به این امید که نظم را در آلمان دوباره برقرار کند. او در سال ۱۲۵۷ توسط پاپ در آخن به عنوان پادشاه رومیان تاج گذاری کرد. سانچیا نیز با او تاج گذاری کرد.
- وایولنت از آراگون (۱۲۳۶–۱۳۰۱). او همسر آلفونسو دهم کاستیلی بود که در سال ۱۲۵۷ به عنوان نوه فیلیپ سوابیا ادعا کرد و به عنوان ضد پادشاه به تاج و تخت آلمان برگزیده شد. آلفونسو هرگز از آلمان بازدید نکرد، هیچ مقامی در آنجا نداشت و در سال ۱۲۷۵ از ادعاهای خود صرف نظر کرد.
- الیزابت فون هانشتاین (درگذشته حدود ۴ آوریل ۱۲۸۰). او همسر گونتر فون شوارتزبورگ بود که در ۳۰ ژانویه ۱۳۴۸ به جای لوئی چهارم به عنوان پادشاه آلمان و رومیان انتخاب شد، اما در ۲۴ مه ۱۳۴۹ توسط کارل چهارم مجبور به استعفا از ادعاهای خود شد.

## برای مطالعهٔ بیشتر
- فهرست پادشاهان آلمان